# Akantit
Akantit je monoklinska oblika srebrovega sulfida Ag2S, ki je stabilna pri temperaturah pod 173 °C. Nad to temperaturo je stabilen argentit, ki kristalizira v kubičnem kristalnem sistemu.
Akantit je bil prvič opisan leta 1855 na nahajališču Jáchymov (Krušné Hory, zahodna Češka). Njegovo ime je nastalo iz grške besede άκανθα [akantha], ki pomeni trn ali bodica in opisuje obliko njegovih kristalov.

## Nahajališča
Akantit se običajno pojavlja v zmerno nizkotemperaturnih hidrotermalnih žilah in conah supergene obogatitve, pogosto skupaj s samorodnim srebrom, pirargiritom, prustitom, polibazitom, stefanitom, aguilaritom, galenitom, halkopiritom, sfaleritom, kalcitom in kremenom.